# Bad Arolsen
Bad Arolsen (nommée Arolsen jusqu'en 1997) est une ville de la Hesse, dans l'arrondissement de Waldeck-Frankenberg.

## Histoire
| Appartenances historiques Comté de Waldeck 1155–1397 Comté de Waldeck-Waldeck 1397–1486 Comté de Waldeck-Eisenberg 1486–1692 Comté de Waldeck 1692–1712 Principauté de Waldeck-Pyrmont 1712–1918 République de Weimar 1918–1933 Reich allemand 1933–1945 Allemagne occupée 1945–1949 Allemagne 1949–présent |

Elle était autrefois la résidence du prince de Waldeck.

## Institutions publiques

### Service international de recherches
Bad Arolsen abrite dans une série de bâtiments les archives des persécutions nazies. Les documents originaux côtoient des copies[réf. nécessaire] versées par les différents services de recherches, les listes des internés des camps nazis, mais aussi certaines listes d'internés juifs dans des camps britanniques (Ile Maurice)[réf. nécessaire]. Le Service international de recherches (SIR, International Tracing Service en anglais) a été fondé après la Seconde Guerre mondiale pour rechercher les personnes disparues durant le conflit, sur la base du fonds d'archives conservées à Bad Arolsen. La gestion du SIR a été confiée au Comité International de la Croix-Rouge, mais son autorité responsable est la CISIR (commission internationale du service de recherches), qui réunit 11 États concernés par la conservation des Archives. Son fonctionnement est financé par l'Allemagne.
Les archives du Service international de recherches sont ouvertes à la recherche scientifique depuis novembre 2007. En 2010, le Service International de Recherches a réalisé une étape essentielle dans le récolement de ses fonds d’archives. Les quatre premiers répertoires numériques ont pu être publiés sur leur site internet. Depuis ce 20 septembre 2011, la copie numérique des archives du SIR (soit plus de 80 millions d’images numériques, représentant quelque six téraoctets), est également accessible, sur demande et sous certaines conditions, aux chercheurs, aux victimes de persécutions ou à leurs proches dans la salle de lecture des Archives générales du Royaume à Bruxelles (Belgique).

### Bureau spécial d'état civil
D'après le § 38 de la loi allemande sur l'état civil, seul est compétent, pour la constatation des décès de détenus des anciens camps de concentration allemands, l'officier de l'état civil du Bureau spécial d'état civil de Bad Arolsen.